# Période de sûreté
Ne doit pas être confondu avec rétention de sûreté.
En pénologie, une période de sûreté est une période de temps liée à une peine d'emprisonnement ou de réclusion où aucun aménagement de peine n'est possible, y compris l'admissibilité à une libération conditionnelle ou à une semi-liberté.

## Droit par pays

### Droit canadien
En droit pénal canadien, les règles relatives à l'admissibilité à la libération conditionnelle sont aux articles 743.6 et suivants du Code criminel. En particulier, l'article 745 C.cr. énonce les règles d'admissibilité à la libération conditionnelle en cas d'emprisonnement à perpétuité. En cas de condamnation pour meurtre au premier degré, le détenu doit accomplir 25 ans de sa peine avant d'être admissible à la libération conditionnelle. Pour le meurtre au deuxième degré, la règle générale est que la durée minimale est de 10 ans, mais le juge peut la porter à 25 ans.
Dans l'arrêt R. c. Bissonnette, la Cour suprême du Canada a jugé que le cumul des périodes de sûreté de 25 ans en cas de meurtres multiples prévu à l'art. 745.51 C.cr. est inconstitutionnel car cela contrevient à l'article 12 de la Charte canadienne des droits et libertés et que cela n'est pas justifié par l'article premier de la Charte.

### Droit français
La période de sûreté est, en droit pénal français, une durée associée à une peine de réclusion ou d'emprisonnement durant laquelle le condamné ne peut bénéficier d’aucun aménagement de peine (tel qu'un placement en semi-liberté ou une libération conditionnelle). Cette période de sûreté peut aller jusqu'à deux tiers de la durée de la peine pour une peine à temps, jusqu'à 22 ans dans le cas d’une peine criminelle à perpétuité, peut être porté à 30 ans par décision spéciale de la cour d'assises pour certains crimes, et peut être illimitée dans le cas des quatre crimes passibles de la perpétuité incompressible.